# ABBA
ABBA é um grupo sueco de música pop formado em Estocolmo em 1972 por Agnetha Fältskog, Björn Ulvaeus, Benny Andersson, e Anni-Frid Lyngstad. O nome do grupo é um acrônimo formado pelas iniciais do primeiro nome de cada membro. Tornaram-se um dos grupos de maior sucesso comercial na história da música, liderando as paradas mundiais de 1974 a 1982. Os ABBA venceram o Eurovision Song Contest 1974 no The Dome, em Brighton, Reino Unido, dando à Suécia seu primeiro triunfo no concurso. É o grupo de maior sucesso que participou da competição.
Desde então, os ABBA ganharam popularidade empregando ritmos cativantes em suas canções, com letras simples e um som único, caracterizado pela harmonia das vozes femininas e da técnica wall of sound, efeito criado pelo produtor musical Phil Spector. Björn e Agnetha casaram-se meses antes da formação do quarteto, enquanto Benny e Frida se casaram apenas em 1978; os quatro lidaram com obrigações artísticas ao mesmo tempo que se ocupavam com as suas novas famílias. As suas gravações tiveram um impacto comercial, facto que levou o grupo a tornar-se o mais bem-sucedido da gravadora Universal Music Group e a ser a banda que mais vendeu discos nos anos 1970.
Os ABBA foram o primeiro grupo pop europeu a fazer sucesso em países anglófonos fora da Europa, principalmente na Austrália, Nova Zelândia, África do Sul, Canadá e, em menor proporção, nos Estados Unidos. No entanto, no auge de sua popularidade, os dois casamentos foram dissolvidos e essas mudanças se refletiram nas músicas, escrevendo letras mais profundas com um estilo musical diferente. O grupo experimentou um declínio comercial, o que acabou levando à decisão do fim do grupo, de modo que em dezembro de 1982 ocorria a última aparição do quarteto. Depois de um tempo fora do interesse público, na década de 1990 foram lançados vários álbuns de compilação que possibilitaram o retorno do grupo ao topo das paradas.[carece de fontes?] Em 2020, os ABBA anunciaram o retorno oficial com novas canções pela primeira vez em 38 anos, lançando em 2021 um álbum.
O grupo está entre os artistas mais bem sucedidos da indústria fonográfica, vendendo milhões de discos.  Suas canções foram interpretadas por vários artistas, além de ser a base do musical Mamma Mia!. O grupo é um ícone no seu país de origem, bem como uma figura importante na expansão da europop. Sua popularidade abriu as portas para outros grupos do mesmo gênero, fato que culminou na entrada do grupo para o Rock and Roll Hall of Fame.

## História

### Pré ABBA
Benny Andersson era membro da banda sueca de pop/rock Hep Stars, muito popular na Suécia durante os anos 60 - com direito a um enorme séquito de fãs, especialmente entre as adolescentes. Enquanto isso, Björn Ulvaeus era o líder de uma banda skiffle chamada Hootenanny Singers. Depois de se cruzarem algumas vezes em estúdios e concertos, Benny e Björn decidiram tentar compor juntos. Uma das canções compostas, "Isn't It Easy To Say", tornou-se um hit para os Hep Stars, fazendo com que Björn participasse em alguns dos concertos. Chegou a ser sugerido que as duas bandas se fundissem, mas nunca aconteceu.
Stig Anderson, empresário e produtor dos Hootenanny Singers e fundador da Polar Music, acreditou que Benny e Björn teriam um maior potencial se trabalhassem juntos e encorajou-os a compor mais canções. Foi produzido o álbum Lycka ("Felicidade"), lançado pela mesma Polar Music.
Agnetha Fältskog era a integrante mais jovem dos ABBA e já com uma carreira solo, tendo composto e interpretado sucessos suecos ainda na adolescência, além de ter feito o papel de Maria Madalena na montagem local de Jesus Christ Superstar. Compondo, gravando sucessos e fazendo turnês pela Suécia, inevitavelmente acabaria por se encontrar com os Hootenanny Singers numa das suas viagens, e apaixonou-se por Björn. O casamento dos dois, em 1971, foi considerado o casamento do ano na Suécia.
Já Anni-Frid Frida Lyngstad era uma cantora que decidiu participar numa competição de talentos, vencendo o torneio. Na época, a Suécia estava a mudar a direcção do trânsito do lado esquerdo para o direito e foram transmitidos uma série de concertos para que as pessoas ficassem em casa e não enfrentassem as estradas na noite da mudança. Convidada para se apresentar na TV com sua canção, a sua carreira musical decolou. Pouco tempo depois, conheceria Benny Andersson e começariam uma relação. Benny convidou-a para cantar com Agnetha no álbum Lycka (mas as duas cantoras não foram creditadas).

#### Primeira aparição
Em abril de 1970, os quatro estavam passando as férias em Chipre, quando começaram a cantar uma música para se divertir na praia e terminou em uma apresentação improvisada para as Forças da Paz da ONU que estavam na ilha, tornando-se a primeira apresentação dos futuros membros do ABBA. Em setembro de 1970, o álbum Lycka foi lançado, creditando apenas a dupla Björn & Benny. Para promovê-lo, lançaram singles como "Det kan ingen doktor hjälpa" e "Tänk om jorden vore ung" com Agnetha e Frida como vocalistas, no qual obtiveram um sucesso moderado.
Finalmente, em 1 de novembro de 1970 em Gotemburgo, os quatro apresentaram um show chamado "Festfolk" (que em sueco significa "festa de pessoas" ou "casais ocupados"), recebendo boas críticas. Juntamente com outros números, o quarteto cantou um sucesso de Björn & Benny, "Hej, gamle man" e canções de seus próprios álbuns. O show não capturou a atenção do público, e depois de uma pequena turnê na Suécia, os quatro decidiram se concentrar em projetos individuais.

### 1971-1973: O início
No começo dos anos 1970, apesar de estarem casados, Björn e Agnetha tinham carreiras musicais separadas. Mas Stig era ambicioso e estava determinado a entrar no mercado internacional, algo a que artistas suecos até então não estavam acostumados. Em 1972 ele encorajou Björn e Benny a comporem a canção "Say It With A Song" com a voz de Lena Anderson, que conquistou o terceiro lugar no Festival Eurovisão da Canção. O sucesso dessa canção em vários países, porém, convenceu o produtor Stig Anderson de que estavam no caminho certo.

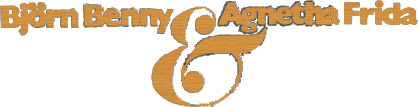
O primeiro logotipo do grupo.

Björn e Benny continuaram a compor e fizeram algumas experiências com novos tipos de som e arranjos vocais, que chegou a alcançar algum sucesso no Japão. Uma das canções foi "People Need Love", com vocais das mulheres que agora tinham muito mais destaque do que anteriormente. Todos os envolvidos se entusiasmaram com o novo som e Stig lançou a canção como um single, creditado a Björn & Benny, Agnetha & Anni-Frid. O disco alcançou a décima-sétima posição nas paradas suecas, o suficiente para convencer a todos de que eles alcançariam alguma coisa.
Em 1973 eles decidiram tentar de novo o Festival Eurovisão da Canção, agora com a canção "Ring Ring". O trabalho no estúdio foi conduzido por Michael B. Tretow, que experimentou novas técnicas de produção e deu origem a um som totalmente novo para o ABBA. Stig providenciou que Neil Sedaka e Phil Cody traduzissem a letra para o inglês, e eles estavam confiantes de que seria um vencedor certeiro - mas, mais uma vez, terceiro lugar. Apesar disso, o pseudo-grupo lançou um álbum chamado Ring Ring, ainda com a estranha denominação Björn, Benny, Agnetha & Frida. O disco vendeu bem, e o compacto de "Ring Ring" foi um sucesso em diversas partes da Europa - mas Stig acreditava que o verdadeiro sucesso só poderia vir com um reconhecimento nos Estados Unidos ou na Inglaterra. Por essa época, Stig - cansado de nomes estranhos - também já havia começado a se referir ao grupo simplesmente como ABBA.

### A vitória no Festival Eurovisão

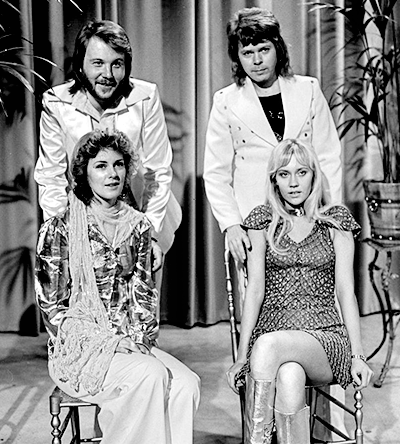
O ABBA na TV holandesa, em 1974

Em 1974, novamente eles participaram do Festival Eurovisão da Canção - agora inspirados pelo glam rock que crescia na Inglaterra. "Waterloo" era uma canção assumidamente glam, produzida por Michael B. Tretow com os mesmos aparatos. Bem mais experientes, eles agora estavam mais bem preparados para o concurso e tinham em mãos um álbum completo (e já lançado) quando o concerto aconteceu em Brighton, na Inglaterra. A canção fez com que pela primeira vez os britânicos parassem para prestar atenção no grupo. "Waterloo" foi a primeira canção dos ABBA a alcançar o primeiro lugar na Inglaterra (também foi lançada nos Estados Unidos, chegando à sexta posição).

### 1974-1975: Sucessos
Mas a empolgação do momento não se manteve, e os compactos seguintes "So Long" e "Honey, Honey" não se saíram tão bem. Somente com o lançamento do terceiro álbum, ABBA, e a canção "SOS" o grupo mostraria os primeiros sinais de que estavam destinados a mais sucesso. "SOS" firmou de vez os ABBA nas paradas inglesas, onde a canção ficou entre as dez mais - e desvinculou o grupo da imagem de banda de um único sucesso.
Mas o sucesso maior viria em 1975, com praticamente todos os compactos entrando nas paradas, situação que ficou ainda melhor quando "Mamma Mia" chegou ao primeiro lugar na Inglaterra, em janeiro de 1976. Nesse meio tempo, a banda lançou o álbum Greatest Hits, apesar de só possuir cinco canções entre as quarenta mais tocadas nas paradas da Inglaterra e dos Estados Unidos. O disco incluía "Fernando" (uma versão anterior havia sido gravada em sueco por Anni-Frid, em 1975, no álbum solo Frida Ensam), exceto nas versões suecas e australianas da compilação. Na Suécia, a canção teria que esperar até ao lançamento de The Singles - The First Ten Years, em 1982, para surgir cantada em inglês e creditada aos ABBA. Na Austrália, a faixa foi incluída na versão local do álbum Arrival, de 1976.

### 1976-1980: Estrelato

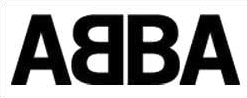
o logo do ABBA foi criado em 1976

O novo álbum representou um novo nível de complexidade e comprometimento tanto nas composições quanto no trabalho realizado em estúdio pelo ABBA. De Arrival, surgiram vários sucessos, um após o outro, como "Money, Money, Money", "Knowing Me, Knowing You" e "Dancing Queen", o sucesso mais duradouro e conhecido mundialmente. Na época do lançamento, o ABBA já era extremamente popular na Inglaterra, em boa parte da Europa e também na Austrália (que, de certa maneira, quase adotou o ABBA), mas ainda era pouco reconhecido e tocado nos Estados Unidos. "Dancing Queen" foi o único sucesso do ABBA a atingir a primeira posição nas paradas daquele país.
Em 1977, o novo disco ABBA - The Album foi lançado para coincidir com o lançamento de ABBA: The Movie, um registro da turnê australiana do grupo. O álbum foi recebido pelos críticos um pouco mais friamente, mas mesmo assim deu origem a vários sucessos, incluindo "The Name Of The Game" e "Take A Chance On Me", que atingiram o topo das paradas na Inglaterra. The Album também trazia a conhecida "Thank You For The Music", que em 1983 seria lançada como compacto na Inglaterra, além de ter sido lado B de Eagle nos lugares onde esta última foi lançada como compacto.

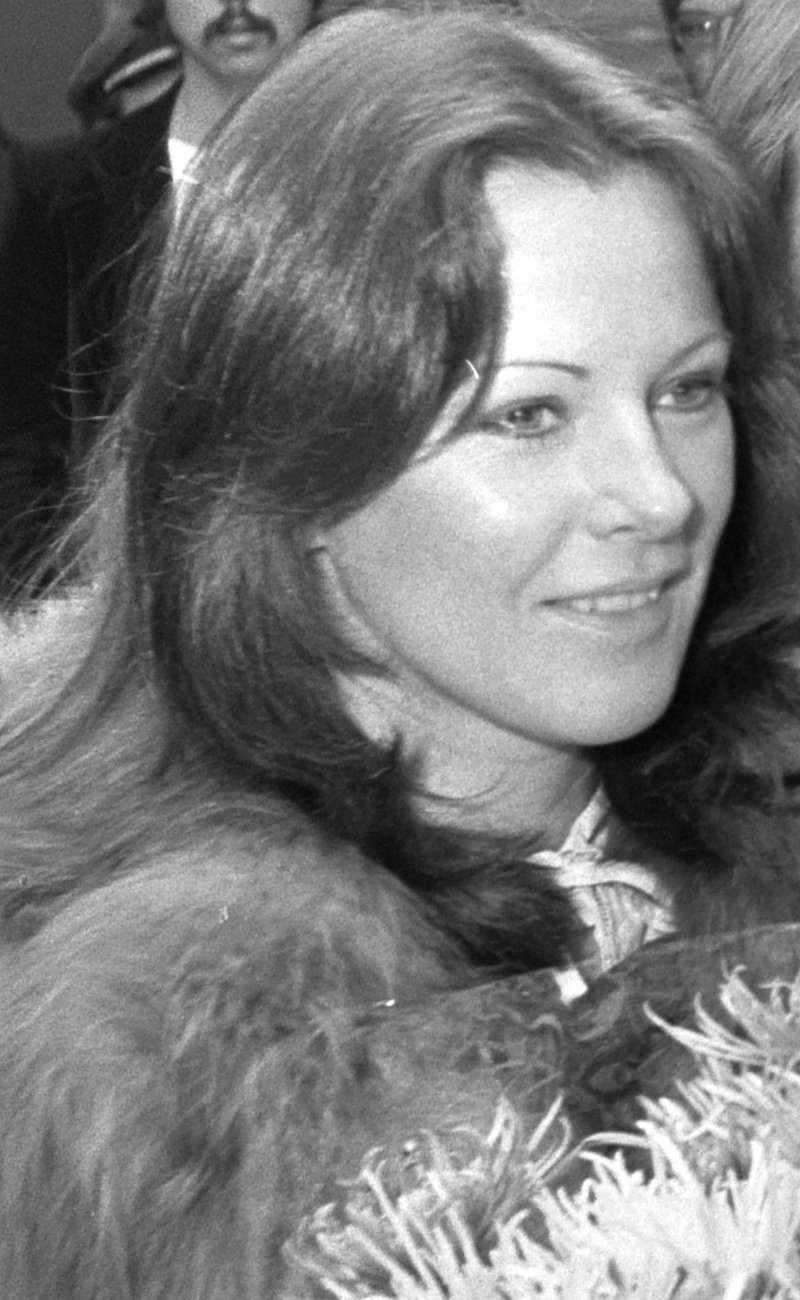
Anni-Frid Lyngstad em foto de 1976.

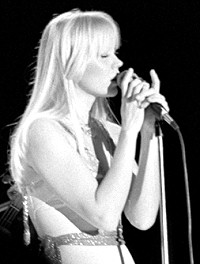
Agnetha Fältskog, Ekeberghallen, Oslo, 1977

Em 1978, o ABBA já gozava da fama de superastros. Naquele ano, o grupo lançou um compacto isolado, "Summer Night City", contendo a última canção deles a alcançar o primeiro lugar na Suécia. O compacto chegou próximo do topo nas paradas inglesas, mas deixou o terreno preparado para a jogada disco do ABBA com o lançamento de Voulez-Vous, na primavera de 1979. Este álbum marcou uma leve diminuição da popularidade do grupo na Inglaterra e na Europa, mas trouxe a eles mais atenção por parte dos Estados Unidos. Mesmo assim, os sucessos que alcançaram as paradas foram vários, incluindo "Chiquitita", "Does Your Mother Know", "Voulez-Vous" e "I Have A Dream". Ainda naquele mesmo ano, o grupo lançou uma nova coletânea de sucessos, Greatest Hits Vol. 2, que trazia uma faixa exclusiva - "Gimme! Gimme! Gimme! (A Man After Midnight)", uma canção do grupo no estilo disco. Ainda em 1979, o ABBA faria uma turnê pelos Estados Unidos e pelo Canadá, tocando para públicos colossais, com enorme sucesso - mas talvez um pouco tarde demais.

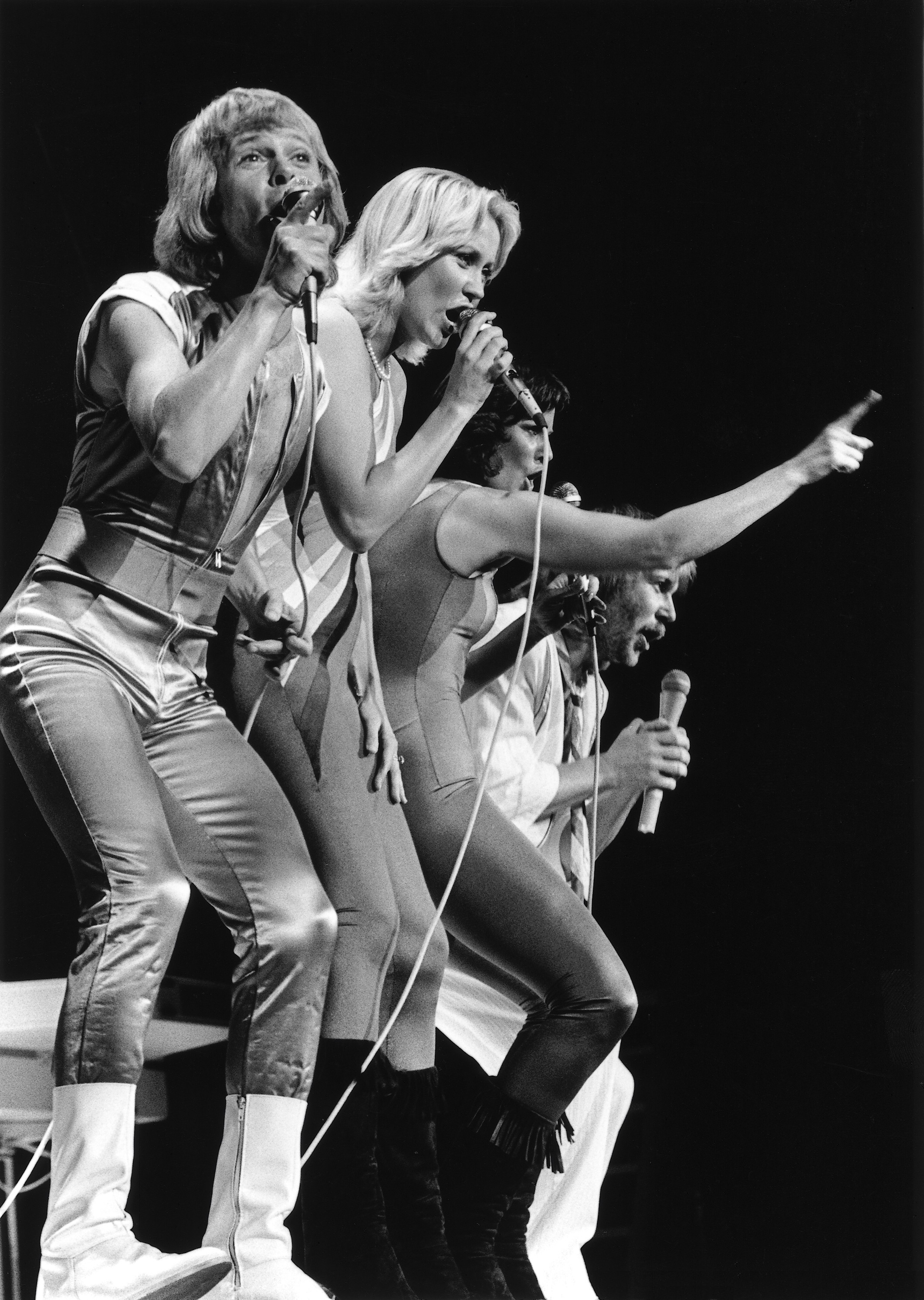
ABBA em Edmonton, Canadá, 1979

Até 1979 uma série de turnês levou suas músicas de volta às paradas do Reino Unido, onde ficaram cerca de 160 semanas.
O lançamento de 1980, Super Trouper, trouxe e apresentou ao público uma grande mudança no estilo do ABBA, com uma presença maior de sintetizadores e letras mais pessoais. O álbum bateu um recorde na Inglaterra em relação à pré-venda. Mais de um milhão de cópias haviam sido reservadas antes mesmo do lançamento. A expectativa havia sido originada por "The Winner Takes It All", o oitavo número um do grupo na Inglaterra (o primeiro desde 1978). Também ajudou para isso a letra da canção, escrita por Björn e alegadamente inspirada na separação dele e de Agnetha. Pela primeira vez uma canção do ABBA falava de um assunto tão particular e também apresentava um clima de melancolia tanto na letra quanto na canção.
O compacto seguinte do disco Super Trouper também chegou ao primeiro lugar. Outra faixa do álbum, "Lay All Your Love On Me", foi lançada em 1981 como compacto de 12" somente em alguns lugares e, assim como Super Trouper, chegou ao topo das paradas estadunidenses. Uma colectânea de sucessos cantada em espanhol foi gravada também nesta época. "Gracias Por La Música" inclusive vendeu muito bem na América Latina.

### 1981-1982: Últimos momentos
O último álbum de estúdio do ABBA, The Visitors, de 1981, mostrava uma maturidade maior nas composições e também uma seriedade maior nos temas tratados, apesar da qualidade musical permanecer a mesma. Além da faixa título "The Visitors", que citava comunismo na União Soviética, as canções falavam sobre envelhecer, perda da inocência, um pai que observa seu filho crescer e outros assuntos semelhantes. As melodias e os arranjos ainda eram contagiantes, mas a mudança de estilo se refletiu numa queda nas vendas. O último compacto de grande sucesso mundial foi "One Of Us", em dezembro de 1981.
Embora a imagem do grupo nessa época fosse a de uma banda em declínio, o ABBA ainda atraia grandes multidões, principalmente na Europa, e até poderia ter seguido em frente se não fosse a tragédia pessoal da banda. Agora os dois casais estavam divorciados, situação que se reflectia em canções como "The Winner Takes It All" e "One Of Us".
No verão de 1982 os integrantes da banda se reuniram para gravar um novo álbum, mas acabaram se decidindo pelo lançamento de um álbum duplo com todos os sucessos. Foram incluídas apenas duas novas canções, "Under Attack" e "The Day Before You Came", a última canção gravada em conjunto pelo ABBA.
O disco duplo The Singles - The First Ten Years chegou ao primeiro lugar nas paradas de discos no Reino Unido e também foi um sucesso mundial. Outras duas faixas foram gravadas no mesmo ano, "I Am The City" e "Just Like That". Apesar das gravações terem sido finalizadas, somente "I Am The City" foi lançada comercialmente, em uma coletânea de 1993. E apesar dos insistentes pedidos dos fãs, Björn e Benny ainda não se decidiram a lançar "Just Like That".
À medida que os integrantes começaram a buscar novos projetos, o grupo foi gradualmente se afastando definitivamente. Benny e Björn colaboraram com Tim Rice na composição do musical Chess. Agnetha e Frida partiram para carreiras-solo.
| “ | ABBA nunca se reformará! | ” |

### 2016–presente: Reunião e projeto de avatares
Em 20 de janeiro de 2016, todos os quatro integrantes originais do ABBA fizeram uma aparição pública no restaurante Mamma Mia! The Party em Estocolmo.
Em 6 de junho de 2016, os quatro membros do ABBA apareceram juntos em uma festa privada no Berns salonger em Estocolmo, realizada em celebração ao 50º aniversário do primeiro encontro de Benny e Björn. Agnetha e Frida cantaram a música do ABBA "The Way Old Friends Do" antes de dividirem o palco com Benny e Björn.
O manager britânico e criador do American Idol, Simon Fuller, anunciou em um comunicado em outubro de 2016 que o grupo estaria se reunindo para trabalhar em uma nova 'experiência de entretenimento digital'. O projeto apresentaria os membros em sua forma de avatar "realista" ('abbatars'), com base em sua turnê no final da década de 1970 que deve ser lançado na primavera de 2019. Em 27 de abril de 2018, os membros anunciaram que haviam gravado duas novas músicas, uma intitulada "I Still Have Faith In You", para aparecer em um especial de TV que seria exibido no final daquele ano. A outra nova faixa é chamada "Don't Shut Me Down".
Em setembro de 2018, Björn Ulvaeus revelou que as duas novas canções, "I Still Have Faith In You" e "Don't Shut Me Down", bem como o mencionado especial de TV, agora chamado ABBA: Thank You for the Music, An All-Star Tribute, seriam lançados não antes de março de 2019. Em janeiro de 2019, Ulvaeus revelou que as duas canções ainda não haviam sido finalizadas, sugerindo uma data da mixagem final no inverno de 2019, e a possibilidade de uma terceira canção.
Em junho de 2019, Björn anunciou que a primeira nova canção, e vídeo contendo os Abbatars, seria lançada em novembro de 2019. Em setembro de 2019, ele afirmou em uma entrevista que haviam agora cinco novas canções do ABBA, a serem lançadas em 2020. No início de 2020, Andersson confirmou que pretendia lançar as canções em setembro de 2020.
Em abril de 2020, Ulvaeus deu uma entrevista dizendo que, após a pandemia de COVID-19, o projeto dos avatares havia sido adiado por seis meses. Atualmente, em maio de 2020, cinco das oito canções originais escritas por Benny para o novo álbum já foram gravadas por 	
Agnetha e Frida, e há um novo videoclipe, com uma nova tecnologia nunca antes vista, que custou 15 milhões de libras, e cuja data de lançamento está sendo decidida.

### Renascimento
No mesmo ano em que os membros do ABBA se separaram, uma produção francesa de um show 'tributo' (um musical de TV infantil chamado Abbacadabra que usou 14 canções do ABBA) gerou um novo interesse na música do grupo.
Depois de receber pouca atenção durante meados dos anos 1980, as músicas do ABBA experimentaram um ressurgimento no início de 1990 devido ao duo pop britânico Erasure, que lançou um disco cover com versões de músicas do ABBA, Abba-esque,  liderar as paradas no início de 1992. Tal como o grupo U2 que chegou a Estocolmo para um concerto e em junho, a banda homenageou o ABBA, convidando Björn Ulvaeus e Benny Andersson a se juntar a eles no palco para uma versão de "Dancing Queen", tocando guitarra e teclados. Em setembro de 1992 foi lançado ABBA Gold: Greatest Hits, uma nova coletânea. O single Dancing Queen voltou a ativa nas rádios do Reino Unido no verão de 1992 para promover o álbum Gold. Como resultado, a música voltou ao Top 20 das paradas de sucesso no Reino Unido em agosto desse ano, atingindo a posição de 16º lugar.
Com o enorme interesse na compilação Gold, foi lançado More ABBA Gold: More ABBA Hits em 1993.
Em 1994, dois filmes australianos chamaram a atenção da mídia mundial, por terem focados as músicas do ABBA: Priscilla, A Rainha do Deserto e O Casamento de Muriel. No mesmo ano, Thank You for the Music, um box com quatro discos e com todos os hits do grupo, foi lançado com o envolvimento de todos os quatro membros.
O ABBA logo foi reconhecido e abraçado por outros atos: Evan Dando do The Lemonheads gravou uma versão cover de "Knowing Me, Knowing You", Sinéad O'Connor e Stephen Gately do Boyzone gravaram "Chiquitita", Tanita Tikaram, e Blancmange prestaram homenagem a "The Day Before You Came", Cliff Richard gravou "Lay All Love Your On Me", enquanto Dionne Warwick e Peter Cetera gravaram suas versões de "SOS". O músico Marshall Crenshaw também foi conhecido por gravar uma versão de "Knowing Me, Knowing You", em aparições de concertos, enquanto o lendário compositor pop latino inglês, Richard Daniel Roman reconheceu o ABBA como uma grande influência. O guitarrista sueco de metal Yngwie Malmsteen gravou "Gimme! Gimme! Gimme! (A Man After Midnight)", com letra levemente alterada.
Duas compilações diferentes de canções do ABBA foram liberadas. "ABBA: A Tribute" coincidiu com a celebração do 25º aniversário e contou com 17 canções, algumas das quais foram gravadas especialmente para este lançamento. Um segundo álbum de 12 faixas foi lançado em 1999, intitulado "ABBAMANIA", com rendimentos que vão para a caridade de Jovens Músicos, na Inglaterra.
Na Suécia, o crescente reconhecimento do legado de Andersson e Ulvaeus resultou em 1998 com o B & B Concerts: um concerto de tributo (com cantores suecos que tinham trabalhado com os compositores ao longo dos anos) que apresenta não só os seus anos de ABBA, mas até mesmo hits da década de 1960 e depois do ABBA. O concerto foi um sucesso, lançado em CD, e mais tarde percorreu a Escandinávia e chegou a Pequim na República Popular da China, para dois concertos.
Em 2000, o ABBA recusou uma oferta de cerca de um bilhão de dólares para fazer uma turnê composta de 100 concertos.
ABBA foi introduzido no Hit Parade Hall of Fame, em 2010.
Em 27 de janeiro de 2010, ABBAWORLD, uma exposição itinerante com 25 quartos, atividades interativas e audiovisuais estreou no Earls Court Exhibition Centre, em Londres, Inglaterra. Segundo o site da exposição, ABBAWORLD é "aprovado e fortemente apoiado" pelo grupo.

### Reencontros
Em 2004, a semifinal do Festival Eurovisão da Canção, realizado em Istambul, 30 anos após o ABBA ter ganho o concurso em Brighton, todos os quatro membros do ABBA apareceram rapidamente em um vídeo de comédia especial feita para o intervalo, intitulado "Our Last Video Ever". Cada um dos quatro membros do grupo fez uma breve participação especial. O vídeo não foi incluído no lançamento do DVD oficial do Festival Eurovisão, mas foi divulgado como um comunicado em um DVD separado, chamado "The Last Video", a pedido dos ex-membros do ABBA.

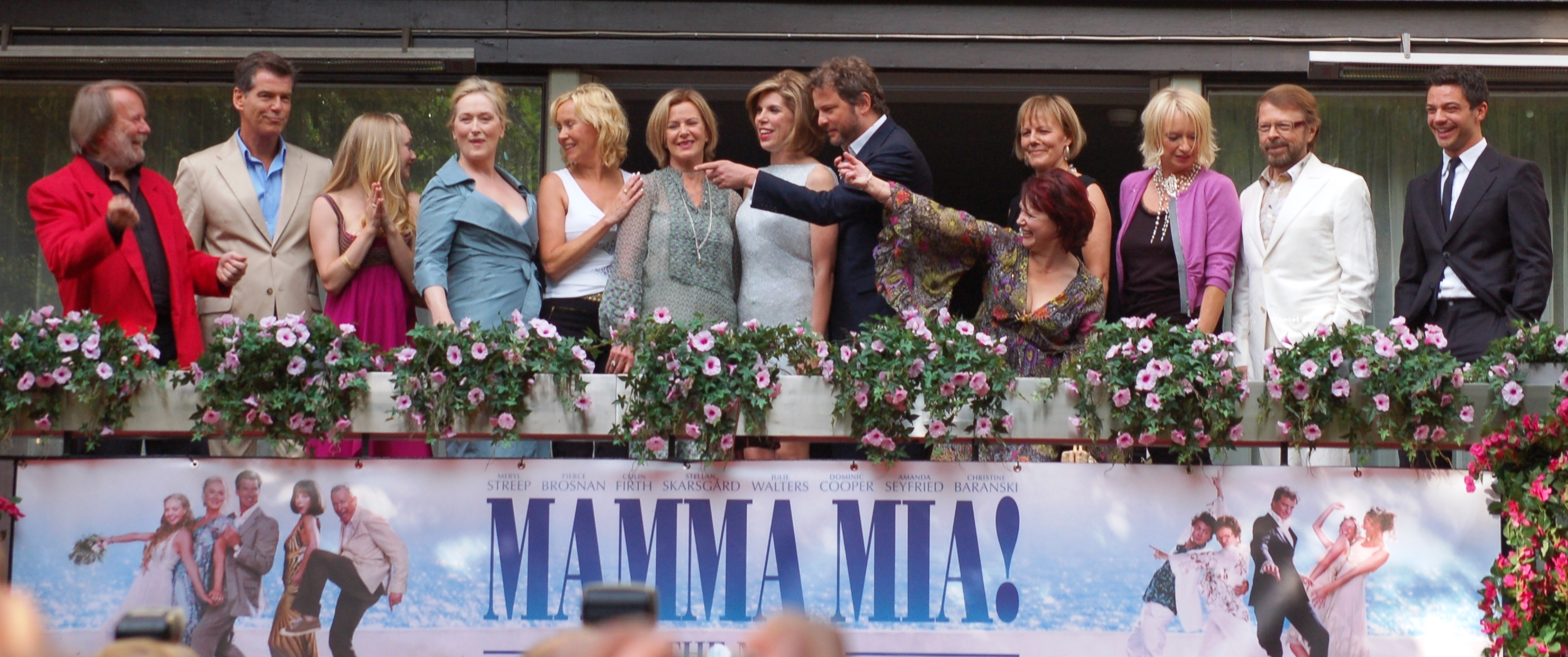
O ABBA (da esq. para a dir. 1º, 5ª, 6ª e 12º) e o elenco do filme Mamma Mia!, na premiére do filme em Estocolmo, 2008. Esta foi a última vez que os quatro ex-integrantes do grupo se reuniram em público.

Em 2008, todos os quatro membros do ABBA apareceram na estreia do musical Mamma Mia, em Estocolmo.
Em 4 de julho de 2008, todos os quatro membros ABBA foram reunidos na estreia sueca de Mamma Mia! O Filme. Foi apenas a segunda vez que todos eles tinham aparecido juntos em público desde 1986. Ulvaeus afirmou que ele queria que a banda fosse lembrada como eram durante os anos de pico de seu sucesso.
A coletânea ABBA Gold: Greatest Hits, lançada originalmente em 1992, voltou ao número um nas paradas do Reino Unido pela quinta vez em 3 de agosto de 2008. Em 14 de Agosto de 2008, a trilha sonora do filme Mamma Mia! foi número 1 nas paradas do Billboard dos Estados Unidos.
Todos os oito álbuns de estúdio, juntamente com um nono de faixas raras, foram lançados como ABBA The Albums. Ele bate várias paradas, chegando ao 4.º lugar na Suécia e entrando no top 10 em vários outros territórios europeus.
Em 2008, a Sony Computer Entertainment da Europa, em colaboração com a Universal Music Group da Suíça, lançaram SingStar ABBA para PlayStation 2 e PlayStation 3 como parte dos videogames SingStar. O jogo apresenta 20 canções do ABBA no PS2 e 25 no PS3, a maioria deles, hits número 1.
Em 22 de janeiro de 2009, Agnetha Fältskog e Anni-Frid Lyngstad apareceram juntas para receber o prêmio de música sueca "Rockbjörnen" e deram uma entrevista no palco. As duas expressaram gratidão pelo prêmio honorário e agradeceram seus fãs.
Em 15 de março de 2010, o ABBA foi introduzido no Rock and Roll Hall of Fame pelos membros do Bee Gees, Barry Gibb e Robin Gibb. A cerimônia foi realizada no Waldorf-Astoria Hotel em Nova York. O grupo foi representado por Anni-Frid Lyngstad e Benny Andersson.
Os ABBA estavam a considerar uma reunião em 2014, em jeito de celebração do 40º aniversário do tema Waterloo, o primeiro êxito do coletivo. Em entrevista a uma jornal alemão, Agnetha Faltskog revelou que uma reunião poderia acontecer no próximo ano, para marcar as quatro décadas passadas desde que o tema valeu ao grupo a vitória na edição de 1974 do festival da Eurovisão.
Em 20 de Janeiro de 2016, todos os quatro membros (Agnetha, Björn, Benny e Anni Frid) foram reunidos durante a premier de "Mamma Mia! The Party" no famoso Tyrol Lilla Allmänna Gränd em Estocolmo. Esta foi a primeira vez que os quatro membros ficaram lado a lado depois de exatos 30 anos, desde 1986, quando fizeram a performance da canção "Tivedshambo" no programa "Här Är Ditt Liv", para Stig Anderson.
Em 5 de Junho de 2016, todos os quatro membros ABBA (Agnetha, Björn, Benny e Anni Frid) performaram juntos "The Way Old Friends Do" em uma festa privada, em Estocolmo que comemoravam seu 50° aniversário. Esta foi a primeira que os quatro membros voltaram a cantar juntos em exatos 30 anos, desde 1986.

### Regresso em 2021
A 5 de novembro de 2021 lançaram um novo álbum, "Voyage", que inclui uma canção de Natal. Dois dos temas do álbum, a balada "I Still Have Faith in You" e a mais dançável "Don't Shut Me Down", foram os primeiros singles a serem lançados a 2 de setembro de 2021.

### ABBA Voyage (2022)
O quarteto criou um espetáculo denominado ABBA Voyage, estreado em 27 de maio de 2022 em Londres. O concerto musical inclui avatares dos cantores atuando em conjunto com uma banda ao vivo de dez músicos num espaço com capacidade para 3000 pessoas no parque olímpico de Londres chamado "ABBA Arena".

## Carreiras solo

### Andersson e Ulvaeus
Em outubro de 1984, Ulvaeus e Andersson, juntamente com o letrista Tim Rice lançaram o álbum duplo da concepção do musical Chess. Os singles "One Night in Bangkok" (com vocais de Murray Head) e "I Know Him So Well So Well" (um dueto com Barbara Dickson e Elaine Paige e mais tarde também gravada por Barbra Streisand e Whitney Houston) foram sucessos. Em maio de 1986, o musical estreou no West End de Londres, e durou por quase três anos. Foi inaugurado na Broadway em abril de 1988, mas fechado dentro de dois meses devido a críticas negativas. Em Estocolmo, os compositores encenaram "Chess på svenska" ("Xadrez em sueco") em 2003, com novo material, incluindo o número musical "Han är en man, han är ett barn" ("Ele é um homem, ele é uma criança") e "Glom mig om du kan" ("Esqueça-me se puder").
A peça de Andersson e Ulvaeus, Kristina från Duvemåla, um musical épico sueco estreou em Malmö, no sul da Suécia, em outubro de 1995. Foi dirigido para o palco por Lars Rudolfsson e baseado na tetralogia de The Emigrantes pelo novelista sueco Vilhelm Moberg. O musical durou cinco anos, em Estocolmo, e uma versão em Inglês está em desenvolvimento há bastante tempo. Tem sido relatado que uma produção da Broadway está em seus primeiros estágios de pré-produção. Nesse meio tempo, seguindo alguns seminários anteriores, uma apresentação completa da tradução em inglês do musical em concerto, agora com o nome abreviado de "Kristina", levou multidões em setembro de 2009 no Carnegie Hall de Nova York, e em abril 2010 no Royal Albert Hall de Londres seguido por um lançamento em CD das gravações em Nova York.
Desde 1983, além de Chess e Kristina från Duvemåla, Benny Andersson continuou a escrever canções com Björn Ulvaeus. Eles produziram dois álbuns pop em inglês com a dupla sueca Gemini em 1985 e 1987. Em 1987, Andersson também lançou seu primeiro álbum solo em sua própria gravadora, a Mono Music, chamado de "Klingamina klockor" ("Toque meus sinos"), todo o material novo inspirado pela música popular sueca - e seguiu-o com o seu 2º álbum intitulado November 1989.
Na década de 1990, Andersson escreveu músicas para o popular quarteto sueco Ainbusk, dando-lhes dois hits: "Lassie" e "Älska mig" ("Me ame"), e mais tarde, Shapes, um álbum em inglês do grupo de Josefin Nilsson com todos os novos materiais por Andersson e Ulvaeus. Andersson também tem escrito regularmente músicas para filmes (principalmente para Roy Andersson, em Sånger från andra våningen). Em 2001, Andersson formou sua própria banda, a BAO (Benny Anderssons Orkester), que lançou três álbuns de sucesso em 2001, 2004 e 2007. Andersson tem a distinção de permanecer mais tempo nas paradas da rádio sueca, Svensktoppen; a música "Du är min homem", "You Are My Man", cantada por Helen Sjöholm, passou 278 semanas lá, entre 2004 e 2009. Andersson lançou seu terceiro álbum, BAO 3 em outubro de 2007 com um novo material com sua banda BAO e as vocalistas Helen Sjöholm e Tommy Körberg, bem como tocar para casas cheias em dois dos maiores locais da Suécia em outubro e novembro de 2007, com um público de 14.000 pessoas.

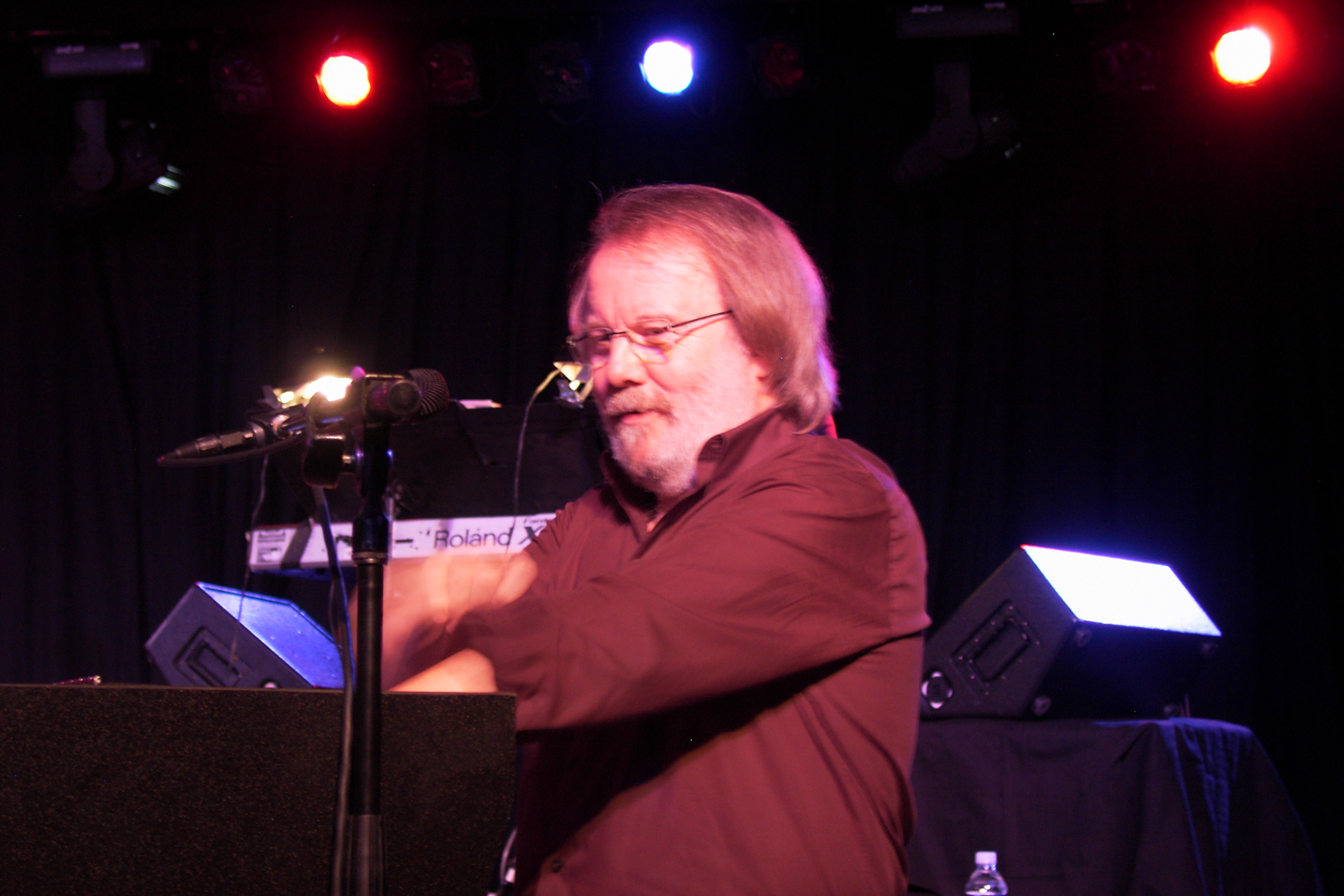
Benny Andersson durante uma performance em Minnesota, 2006.

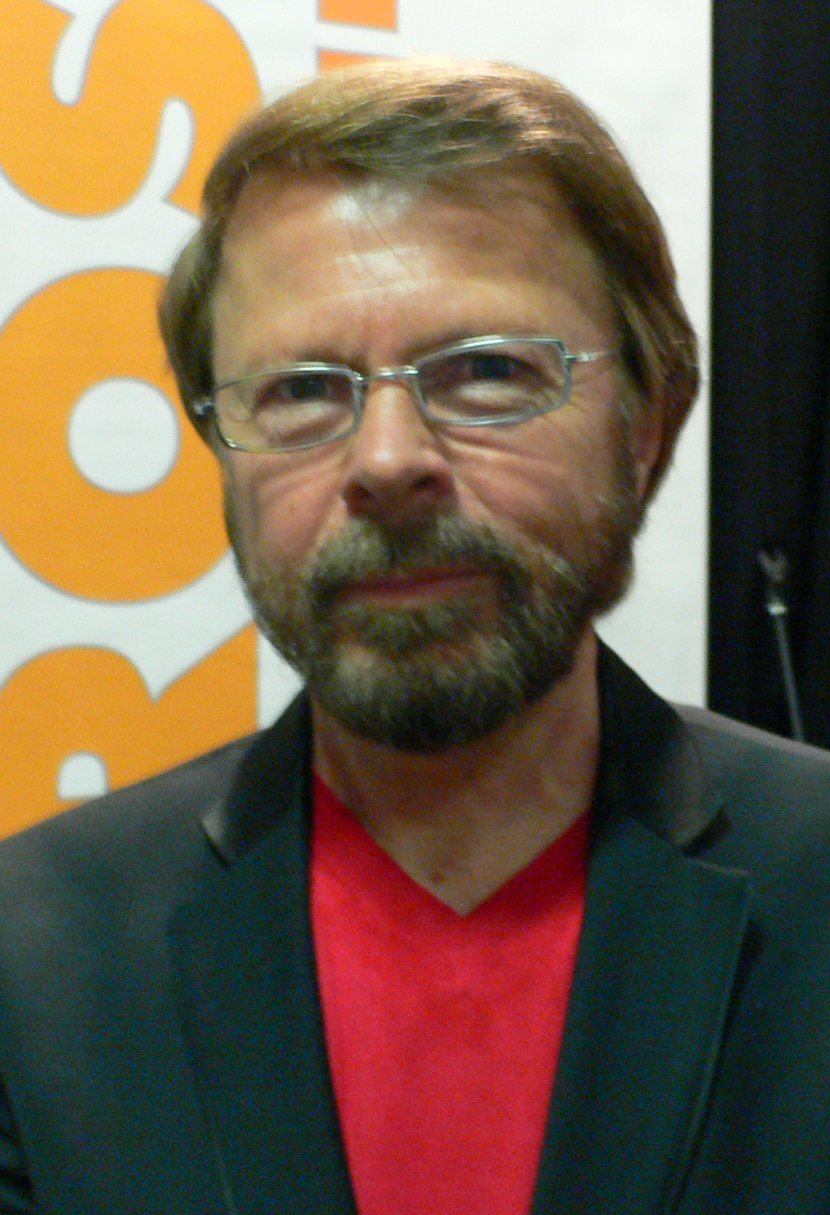
Björn Ulveaus, na Feira do Livro de Gotemburgo em 2007.

Björn Ulvaeus não apareceu mais nos palcos para cantar ou tocar desde os tempos do ABBA, porém reuniu-se com seus amigos e integrantes originais do Hootenanny Singers, em 16 de julho de 2005, num festival de música em sua cidade natal, Västervik, cantando seu hit de 1966, chamado "Marianne". Em 13 de julho de 2013, Björn Ulvaeus e Tonny Roth  subiram no palco do festival de Västervik para fazer prestar homenagem ao amigo Hansi Schwarz, ex-integrante do Hootenanny Singers que tinha falecido em janeiro de 2013.
Andersson e Ulvaeus estão altamente envolvidos na produção mundial do musical Mamma Mia!, ao lado de Anni-Frid Lyngstad, que esteve na estreia. Eles também estavam envolvidos na produção da versão cinematográfica do musical, que estreou em julho de 2008. Andersson produziu a trilha sonora utilizando muitos dos músicos do ABBA usados em seus álbuns e turnês. Andersson fez uma aparição no filme como um 'pescador' tocador de piano na cena de 'Dancing Queen', enquanto Ulvaeus é visto como um deus grego tocando uma lira durante os créditos finais.
Andersson e Ulvaeus estão continuamente a compor novos materiais; mais recentemente, os dois escreveram a faixa-título de estreia The Benny Andersson Band - The Story of a Heart, lançado em julho de 2009. O álbum é uma compilação de 14 faixas entre cinco versões suecas. Incluindo cinco músicas gravadas em inglês, e o novo título estreou na BBC2 de Ken Bruce Show Monday em 25 de maio. A versão em língua sueca, "Sommaren Du Fick" ('Você Obteve O Verão'), foi lançado na Suécia antes de a versão em inglês, com vocais de Helen Sjöholm. Na primavera de 2009, Andersson também lançou um single gravado pela equipe em sua propriedade particular em Estocolmo, no Hotel Rival, intitulado "2nd Best to None", acompanhada por um vídeo mostrando o pessoal no trabalho. Em 2008, os dois escreveram uma canção para a cantora sueca Sissela Kyle intitulada "Jag vill bli Gammal" ("Eu Quero Crescer Idoso"); para seu show de Estocolmo, "Your Days Are Numbered". Novas letras em inglês também têm sido escritas por Benny, como na canção de 1999, "Innan Gryningen" (também chamado 'Hino do Milênio'), e o novo título "The Silence Of The Dawn" para Barbara Dickson. Em 2007 eles escreveram novas músicas, como "Han som har vunnit allt" ("Ele Que Ganhou Tudo") para o ator/cantor Anders Ekborg e "I Walk With You Mama" e "After the Rain" para a cantora de ópera Anne Sofie von Otter para o seu álbum de tributo "I Let The Music Speak".

### Fältskog e Lyngstad

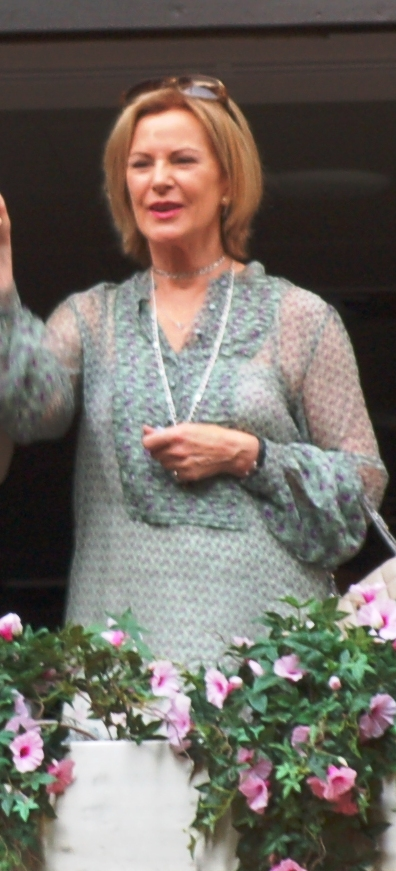
Anni-Frid Lyngstad em 2008, na premiére do filme Mamma Mia!

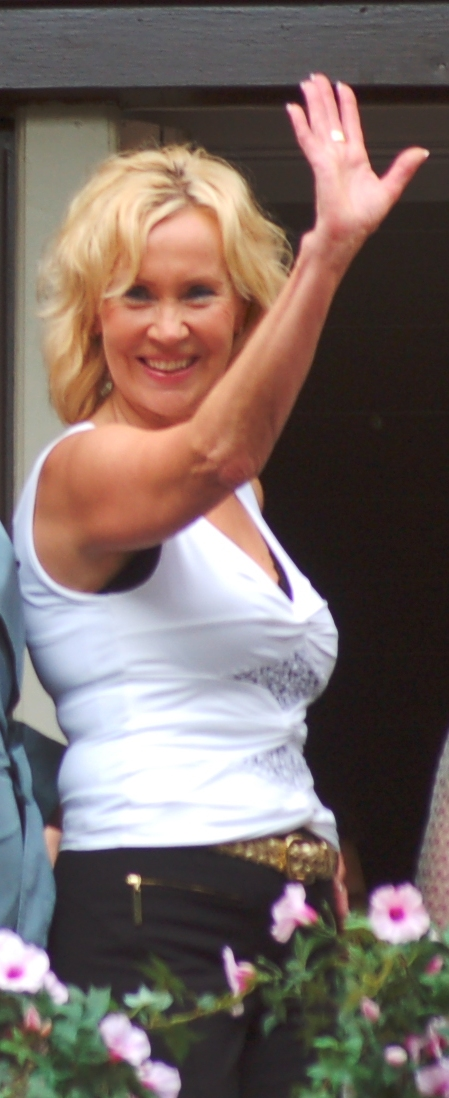
Agnetha Fältskog, em 2008, na premiére do mesmo filme.

Frida lançou três álbuns-solo após o fim do ABBA: Something's Going On"(1982) e "Shine" (1984), em inglês, e "Djupa andetag" (1996), em sueco. Casou-se em 1992 com o príncipe soberano Heinrich Ruzzo, que morreu de câncer em 1999, e, ao ter-se casado com este príncipe ela tornou-se num membro da realeza europeia e passou a ser titulada como Sua Alteza Sereníssima a Princesa Anni-Frid Synni Reuss, Condessa de Plauen. Mora na Suíça, e atualmente está envolvida em organizações de proteção ambiental. Eventualmente participa de discos de outros artistas, como da cantora lírica italiana Floripa Giordano e do ex-Deep Purple Jon Lord, que compôs para ela "The Sun Will Shine Again", em 2004.
Agnetha casou-se com um cirurgião sueco em 1990, mas a união durou apenas dois anos. Atualmente mora em uma ilha em Estocolmo. Também lançou alguns trabalhos-solo, todos em inglês: "Wrap Your Arms Around Me" (1983) Eyes of a Woman" (1985), "I Stand Alone"  (1987), " My Colouring Book" (2004) e "A" (2013).
O ex-baterista da banda de apoio do ABBA, Ola Brunkert, foi encontrado morto no jardim de sua casa na ilha espanhola de Mallorca em 16 de Março de 2008.

## Controvérsia política
Ainda em setembro de 2010, os membros da banda, Andersson e Ulvaeus criticaram o Partido Popular Dinamarquês pela utilização do hit Mamma Mia com letras modificadas em comícios. A banda havia ameaçado processar o DF, dizendo que nunca permitiu que sua música seja usada politicamente e que não tinha absolutamente nenhum interesse em apoiar o partido. A gravadora Universal Music disse mais tarde que nenhuma ação legal seria tomada porque um acordo tinha sido alcançado.

## Turnês
Swedish Folk Park Tour (1973)
The 74/75 Tour of Europe (1974/1975)
Swedish Folk Park (1975)
European and Australian Tour (1977)
ABBA: The Tour (1979/1980)
ABBA Voyage (2022/2025)

## Discografia
- Ring Ring (1973)
- Waterloo (1974)
- ABBA (1975)
- Arrival (1976)
- The Album (1977)
- Voulez-Vous (1979)
- Super Trouper (1980)
- The Visitors (1981)
- Voyage (2021)